# Matoutan Gongyuan (métro de Wuhan)
Matoutan Gongyuan (chinois : 码头潭公园站 ; litt. « « parc de Matoutan » », Matoutan Park, en anglais) est une station des lignes 1 et 6 du métro de Wuhan en République populaire de Chine. Elle a été inaugurée le 26 décembre 2017 lors du prolongement de la ligne et l'inauguration du tronçon Dongwu Dadao-Jinghe.